# Direitos humanos na Rússia
Os direitos e liberdades dos cidadãos russos são, em letra de forma,  concedidos pelo capítulo 2 da constituição do país, aprovada em 1993. A Rússia é também um país signatário da Declaração Universal dos Direitos Humanos e também ratificou uma série de outros instrumentos internacionais de direitos humanos, incluindo o Pacto Internacional dos Direitos Civis e Políticos, o Pacto Internacional dos Direitos Econômicos, Sociais e Culturais e a Convenção Europeia dos Direitos Humanos. Estes instrumentos do direito internacional teóricamente prevalecem sobre a legislação nacional de acordo com o Capítulo 1, Artigo 15º da constituição russa. Contudo, principalmente desde o segundo mandato de Vladimir Putin como Presidente, tem havido atropelos crescentes aos direitos humanos. Na introdução do relatório de 2004 sobre a situação na Rússia, o Comissário para os Direitos Humanos do Conselho da Europa salientou as "mudanças radicais desde o colapso da União Soviética" e afirmou que "a jovem democracia russa ainda é incipiente, é claro, longe de ser perfeita, mas a sua existência e os seus sucessos não podem ser negados."
No entanto, Vladimir Lukin, o atual Comissário de Direitos Humanos do país, caracterizou a situação dos direitos humanos na Rússia nos últimos anos como invariavelmente insatisfatória. Todavia, de acordo com Lukin, isso não é um fator desencorajador, visto que a construção de um estado de direito e da sociedade civil em um país tão complexo como a Rússia é um processo difícil e de longo prazo.
O Tribunal Europeu dos Direitos Humanos tornou-se sobrecarregado com casos sobre a Rússia. No dia 1 de junho de 2007, 22,5% dos casos pendentes no tribunal eram dirigidos contra a Federação Russa. De acordo com organizações internacionais de direitos humanos e órgãos da imprensa nacional, as violações dos direitos humanos no país incluem tortura generalizada e sistemática de pessoas sob custódia da polícia, prática de dedovshchina (termo usado para ser referir a um sistema de humilhações e torturas) no exército russo, negligência e crueldade em orfanatos, além de violações de direitos das crianças. De acordo com a Anistia Internacional, há discriminação, racismo e assassinatos de membros de minorias étnicas no país. Desde 1992, ao menos 50 jornalistas foram mortos em todo o país.

## Perseguição política
No relatório Freedom in the World de 2013, a organização norte-americana Freedom House considerou a Rússia um país "não livre", com problemas na garantia de direitos políticos e de liberdades civis. Em 2006, a The Economist publicou uma classificação de democracia entre 162 nações ao redor do mundo e colocou a Rússia no 102º lugar, classificando o país como um "regime híbrido, com uma tendência para o controle dos meios de comunicação e de outras liberdades civis." Apesar disso e de ser intermitente, a liberdade de expressão aparece periodicamente como direito desde o início da república do país.
Há também casos de ataques a manifestantes organizados pelas autoridades locais. Parlamentares da oposição e jornalistas como Anna Politkovskaya, Yuri Schekochikhin, Galina Starovoitova, Sergei Yushenkov, Stanislav Markelov e Anastasia Baburova foram assassinados, além de defensores dos direitos humanos, cientistas e jornalistas, como Mikhail Trepashkin, Igor Sutyagin e Valentin Danilov terem sido presos.

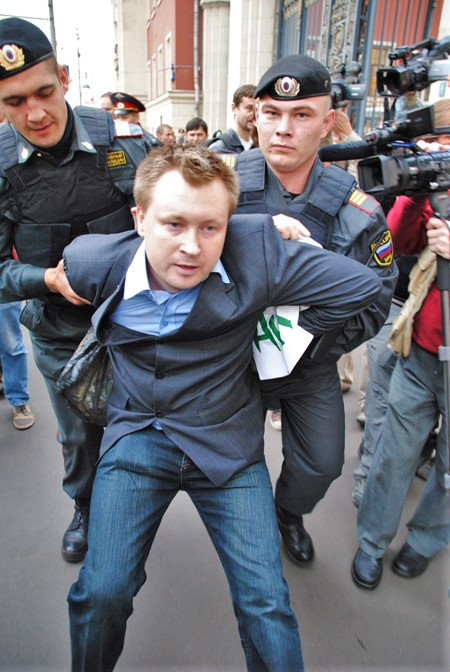
O ativista LGBT e jornalista Nikolay Alexeyev sendo preso em 2010 durante um protesto contra o prefeito de Moscou.

A situação na república russa da Chechênia, devastada por vários conflitos, tem sido especialmente preocupante. Durante a Segunda Guerra na Chechênia, iniciada em setembro de 1999, houve execuções sumárias e "desaparecimentos" de civis chechenos. Em março de 2007, o ouvidor do governo da República da Chechênia, Nurdi Nukhazhiyev, afirmou que o problema mais complexo e doloroso era encontrar os cerca de 2 700 cidadãos chechenos sequestrados e mantidos presos à força.

## Perseguição contra pessoas LGBT
Homossexuais e pessoas LGBT em geral têm enfrentado crescentes restrições aos seus direitos nos últimos anos na Rússia. Embora os atos homossexuais do sexo masculino tenham sido descriminalizados em 1993, não existem leis que protegem pessoas contra a discriminação ou o assédio com base na orientação sexual ou na identidade de gênero. O casamento entre pessoas do mesmo sexo e uniões civis não são reconhecidos no país e muitos legisladores locais aprovaram leis que proíbem a divulgação de informações sobre a homossexualidade publicamente. Em 2012, o Tribunal Superior de Moscou determinou que nenhuma parada gay pode ser realizada na cidade pelos próximos 100 anos. Em 2013, o governo russo aprovou um projeto de lei federal que proíbe a distribuição de "propaganda de relações sexuais não-tradicionais" para menores. A lei impõe multas pesadas para o uso da mídia ou da internet para promover "relações não-tradicionais".
A ativista russa de direitos humanos Lyudmila Alexeyeva classificou a proposta de lei como "um passo em direção à Idade Média" e grupos internacionais de direitos humanos disseram que a situação atual na Rússia tornou-se o pior momento para os direitos humanos da era pós-soviética. O aumento da homofobia no país levou a vários incidentes onde menores homossexuais foram atacados e torturados por grupos neonazistas. A ONG Human Rights Watch divulgou uma compilação de vídeos coletados na internet que mostram violentas agressões físicas e psicológicas que homossexuais sofrem no país por parte de grupos de extrema direita. De acordo com uma pesquisa da organização Russian LGBT Network feita com 2 437 homossexuais russos no primeiro semestre de 2013, 56% disseram já ter sofrido algum tipo de assédio psicológico; 16% disseram já ter sido agredido fisicamente; 7% afirmaram ter sofrido violência sexual; e 8% dizem que foram detidos pelas forças policiais, pelo menos uma vez, simplesmente por conta de sua orientação sexual. Cerca de 77% dos entrevistados também disseram não ter confiança na polícia e uma grande parte dos gays sequer tentam registrar a violência.